# Aphanophleps vulpina
Aphanophleps vulpina är en fjärilsart som beskrevs av W. Warren 1906. Aphanophleps vulpina ingår i släktet Aphanophleps och familjen mätare. Inga underarter finns listade i Catalogue of Life.